# Martonvásári Büntetés-végrehajtási Intézet
A Martonvásári Büntetés-végrehajtási Intézet megszüntetett, – 1994-ig önálló költségvetési szerv-ként és jogi személyként működő – büntetés-végrehajtási szerv. Alaptevékenységként a szigorított javító-nevelő munka végrehajtását látta el.
Felügyeleti szerve az Igazságügyi Minisztérium, szakfelügyeletet ellátó szerve a Büntetés-végrehajtás Országos Parancsnoksága volt.

## Története
A Büntetés-végrehajtási szervezet 1985 márciusában vásárolta meg a 7 hektáros ingatlant, miután a Büntető törvénykönyv (Btk.) módosításával a büntetési nemek  köre a szigorított javító-nevelő munkával bővült. Minimális átalakítást követően ez évben kezdődött az elítéltek befogadása.
A létesítmény úgynevezett „félszabad” jellegű volt, ami azt jelentette, hogy a belső működése inkább a munkásszállások házirendjéhez hasonlított és jóval nagyobb mozgási lehetőséget, szabadabb életvitelt biztosított a fogvatartottak részére, mint a hagyományos, „zárt” rezsimű büntetés-végrehajtási intézetek.
Az elítélteket a munkahelyeken nem őrség, hanem a munkáltatást végző üzem „civil” művezetője felügyelte. Az elhelyezés nem zárkában, hanem lakóhelyiségben történt, azok ajtaja állandóan nyitva volt, a szálláskörlethez tartozó helyeken pedig szabadon lehetett közlekedni.
Bár a Btk. 1988-ban hatályba lépő rendelkezései a  szigorított javító-nevelő munka kiszabásának lehetőségeit még bővítette, a közveszélyes munkakerülés törvényi tényállását már 1989-ben eltörölték.
Az 1990 évi amnesztia további létszámcsökkenéshez vezetett, majd a létesítmény működését megalapozó büntetési nem a bírói ítéletkiszabási gyakorlatban is „elhalt”. 
1992-ben a még itt lévő fogvatartottakat (121 fő ) az igazságügy-miniszter határozatlan idejű büntetés-félbeszakításban részesítette és szabadította. 
A szigorított javító-nevelő munka jogintézményét 1994-ben megszüntették. Működési célját elveszítve még az évben – telephelyként – a Baracskai Országos Büntetés-végrehajtási Intézethez csatolták.